# Mladé Buky (železniční zastávka)
Mladé Buky jsou železniční zastávka, která se nachází v severní části městyse Mladé Buky v okrese Trutnov. Leží v km  7,663  železniční trati Trutnov – Svoboda nad Úpou mezi stanicí Trutnov hlavní nádraží a koncovým nákladištěm a zastávkou Svoboda nad Úpou.

## Historie
Nádraží v Mladých Bukách zprovoznila společnost ÖNWB 15. května 1880, tedy po více než osmi letech od zahájení dopravy na trati Trutnov – Svoboda nad Úpou.

## Popis zastávky
Nástupiště zastávky se nachází v km 7,611 až 7,659. Nástupiště o délce 48 m je vybudováno z panelů SUDOP T, výška nástupní hrany je 550 mm nad temenem kolejnice, přístup na toto nástupiště je bezbariérový. Od km 7,659 dále směrem ke Svobodě nad Úpou je ještě neprovozované nástupiště o délce 92 m a výšce 300 mm. Osvětlení v zastávce se spíná automaticky.

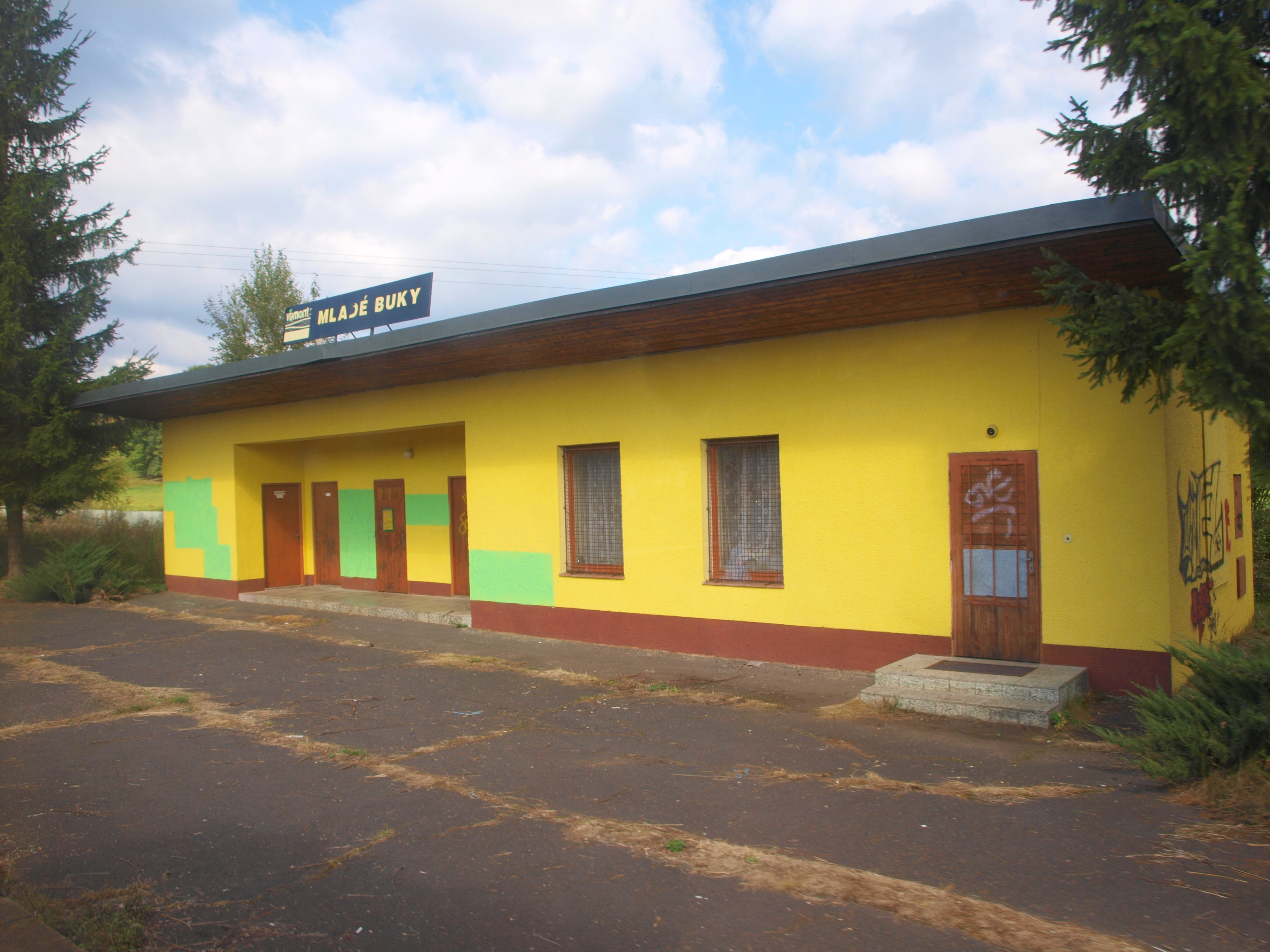
Původní budova zastávky v roce 2009

Přímo u zastávky se v km 7,583 nachází přejezd P4798, na kterém je trať křížena silnicí III/01413 mezi městysem Mladé Buky a vesnicí Sejfy (Antonínovo Údolí). Přejezd je vybaven světelným přejezdovým zabezpečovacím zařízením se závorami, které je ovládáno automaticky jízdou vlaku.